# Antoni Halecki
Antoni Halecki (ur. 6 lipca 1830 we Lwowie, zm. 13 września 1906 w Perchtoldsdorfie niedaleko Wiednia) – szlachcic galicyjski. 

## Życiorys
Jego ojcem był major armii austriacki Józef Maciej Halecki, właściciel ziemi w Jureczkowej, okręg Bircza w powiecie sanockim. Kształcił się w gimnazjum (4 lata) i w szkole realnej. W 1846 wstąpił do wojska austriackiego jako ochotnik. Służbę wojskową zakończył on 31 grudnia 1880 r. Antoni otrzymał wykształcenie wojskowe w korpusie ochotników w Tullnie, na zachód od Wiednia; w roku szkolnym 1872/1873 brał udział w centralnym kursie piechoty  Terezjańskiej Akademii Wojskowej w Wiener Neustadt. Antoni aktywnie uczestniczył w akcjach wojsk austriackich, począwszy od rewolucji 1848, do okupacji Bośni i Hercegowiny w roku 1878. W 1869 został kapitanem, w 1873 majorem, w 1878 podpułkownikiem. Jego bratem był austriacki feldmarszałek Oskar Alojzy Halecki, bratankiem historyk Oskar Halecki.